# Szahritus
Szahritus (tadż. Шаҳритӯс, ros. Шахритус, Szachritus) – osiedle typu miejskiego w Tadżykistanie (wilajet chatloński); 15 800 mieszkańców (2015). Ośrodek
przemysłowy.

## Geografia
Znajduje się w dolinie rzeki Kofarnihon, prawego dopływu rzeki Pandż, 112 km na południowy zachód od Bochtaru. Odległość od Duszanbe wynosi 230 km.